# Ostfalija
Ostfalija (nemško Ostfalen, ostfalsko Oostfalen)  je zgodovinska pokrajina v severni Nemčiji, ki obsega vzhodne gaue (grofije) zgodovinske vojvodine Saške in jo v grobem omejujejo reke Leine na zahodu ter Laba in Saale na vzhodu. Ozemlje se ujema z jugovzhodnim delom sedanje nemške zvezne dežele Spodnja Saška, zahodnega dela Saške - Anhalta in severne Turingije.  Ostfalija je bila poleg Vestfalije, Engrije in Nordfalije ena od štirih glavnih saških upravnih regij.

## Zgodovina
Po porazu in pokristjanjenju vojvode Vidukinda med saškimi vojnami leta 785 je bilo njegovo ozemlje vključeno v Frankovsko cesarstvo, Sasi pa so se vedno bolj množično spreobračali v krščanstvo.  Na vzhodnem Saškem sta bili leta 804 oziroma 815 ustanovljeni škofiji Halberstadt in Hildesheim, ki sta mejili na reko Oker. Srednjeveška Vojvodina Saška je bila razdeljena med Ostfalijo (Ostfalahi), Vestfalijo Engrijo.  
Ostfalsko ozemlje v hribovju Harz je bilo dedno ozemlje Henrika I. Ptičarja, prvega saškega vojvode, ki je leta 919 postal rimsko-nemški kralj, njegovi nasledniki pa člani Otonske dinastije. Zapustili so več romanskih opatij in gradov. Na njihovem ozemlju sta srednjeveški mesti Goslar in Quedlinburg ter stolnica svete Marije in cerkev svetega Mihaela v Hildesheimu, ki spadajo v svetovno kulturno dediščino.  Ker je Ostfalija na rekah Laba in Saale mejila na ozemlje Polabskih Slovanov, je postala izhodišče za germansko širjenje na vzhod (Ostsiedlung), ki se je začelo z invazijo kralja Henrika in nadaljevalo s saškimi mejnimi grofi. 
Ko je welfski vojvoda Henrik Lev leta 1180 sprl s cesarjem Friderikom I. Barbarosso, mu je cesar odvzel obe vojvodini, Bavarsko in Saško, in mu pustil samo dedni deželi Braunschweig in Lüneberg in ga izgnal, se je Ostfalija začela drobiti na manjše državice,  predvsem welfsko vojvodino Braunschweig-Lüneburg, grofije Anhalt, Wernigerode in Blankenburg, cesarsko mesto Goslar in cerkvena ozemlja magdeburške nadškofije, knezoškofov Hildesheima in Halberstadta in quedlinburške opatije. Saško izročilo so nadaljevali Askanijci v vojvodini Saška - Wittenberg, ki so postali volilni knezi in kasneje ob gornji Labi ustanovili volilno kneževino Saško.